# Universal Versand
Die Universal Versand & Dienstleistungen GmbH ist mit 1,1 Millionen aktiven Kunden und 98 Prozent Markenbekanntheit der größte Versender Österreichs und vertreibt sowohl ein breitgefächertes Modesortiment als auch eine große Palette an „Hartwaren“ – von Haushaltsartikeln über Einrichtungsgegenstände bis hin zur Spielwaren und Unterhaltungselektronik. Der Hauptsitz der Firma liegt in Salzburg. Die Universal Versand GmbH gehört zur Otto Group, dem zweitgrößten Online-Händler der Welt nach Amazon und ist unter der Führung der Otto Austria Group GmbH in Österreich präsent.

## Geschichte
Die Universal Versand GmbH wurde 1957 als Niederlassung von „Photo Porst“, einem deutschen Anbieter von Optik- und Fotoartikeln gegründet. 1968 wurde das Unternehmen vom britischen Handels- und Versandhauskonzern „Great Universal Stores“ übernommen. Daraufhin erfolgte die Ausweitung des Warenprogrammes zum Großversandhaus. 1997 ging der erste Internetauftritt des Universal Versandes online, bereits 1999 wurde den Kunden das komplette Modeangebot online präsentiert. 2001 wurde die Partnerschaft mit dem „Baur Versand Deutschland“ besiegelt. Es folgten Neugestaltungen des Internetauftritts im Jahr 2001, 2004 und 2010. Im Jahr 2011 wurde der neue Universal Mobile Shop mit neuen innovativen Bestellmöglichkeiten für Smartphone-Nutzer gelauncht. Inzwischen werden rund 55 Prozent der Gesamtumsätze durch Internet-Einkäufe erzielt.

## Struktur
Die Universal Versand GmbH nutzt alle Vertriebskanäle, inklusive der neuen Medien. Das Sortiment des Versandhändlers umfasst über eine Million Produkte, und die Firma bietet 24 Stunden Lieferservice, eine Gratis-3-Jahres-Garantie sowie ein in Österreich ansässiges, hauseigenes Callcenter mit 24 Stunden Beratungshotline. Universal ist im Berufsverband Bundesgremium des Versandhandels und der Warenhäuser, der Wirtschaftskammer Österreich und im Handelsverband vertreten. Das Unternehmen engagiert sich für zahlreiche Gesellschafts- und Umweltprojekte.

## Auszeichnungen und Gütesiegel
- 2000 Österreichisches „e-Commerce“ Gütesiegel[6]
- 2012 1. Platz beim Radio Award in der Kategorie „Speedies“[7]
- 2012 „Service Oscar“ für „Österreichs kundenorientierteste Handelsunternehmen“[8]